# Chaitra H. G.
Chaitra H. G.  (n. 18 de junio de 1984 en Bangalore, Karnataka),. es una cantante de playback de la India, hija de SA Gopinath (un intérprete de tabla y un reconocido cantante de música clásica indostaní. Ella tiene una licenciatura en Ingeniería, además sus deportes favoritos son la Gimnasia y Esgrima.

## Biografía
En 1993, a la edad de 8 años, Chaitra incursionó en la industria de la música para cantar para una película titulada "Beda Krishna Ranginata", bajo la dirección musical de Sri. V. Manohar, en la que marcó el inicio de su carrera como cantante de playback
Ella nuevamente volvió a cantar entre los años 2003 y 2004 para otra película titulada "Bhagavan", desde entonces, ha sido reconocida por su voz y su estilo poco convencional. Su canción "Huduga huduga" interpretada en lengua kannada, interpretó para una película titulada "Amruthadhare", en la que ganó el premio estatal como la mejor intérprete de playback en 2005.

## Carrera musical
Chaitra ha trabajado con muchos directores de música más importantes de kannada, Tamil, Telugu, Malayalam, dentro de la industria de la música, ha interpretado para más de 500 canciones bajo su nombre.
También ha realizado giras de conciertos de música clásica indostaní, música devocional, con su hermano gemelo Chaitanya HG y con su padre Pandit Gopinath SA, en la percusión.

## Como cantante
As A Singer
- 2012 - Kilikal Parannatho ( Kannada )

- 2012 - Parvathy Pura (Kannada)

- 2011 -Banna bannada loka ( Kannada )  (Music - Thomas Rathnam)

- 2006 - Amrutha dare ( Kannada )